# Заболоття (Молодечненський район)
Заболоття (біл. вёска Забалацьце) — село в складі Молодечненського району Мінської області, Білорусь. Село підпорядковане Тюрлівській сільській раді, розташоване в західній частині області.